# Estádio Maria Tereza Breda
O Estádio Maria Tereza Breda ou Estádio Tereza Breda é um estádio localizado na cidade de Olímpia no estado de São Paulo, e é onde o Olímpia Futebol Clube realiza suas partidas oficiais. É considerado um dos 30 maiores estádios do futebol paulista e está entre os 100 maiores estádios do futebol brasileiro em capacidade oficial.

## História
O terreno onde foi construído o estádio foi doado por Natal Breda em 1946, marido de Maria Tereza Breda, que era personagem influente na época, ele decidiu doar o terreno para a construção do estádio de futebol, que seria inaugurado em 1949 com uma partida entre o Olímpia e o Palmeiras. Teresa, no entanto, já havia falecido e não pôde ver a homenagem feita dois anos depois.
No dia 11 de setembro de 1949, ficaria registrado a inauguração oficial do estádio Maria Tereza  Breda, em homenagem à esposa do benfeitor Natal Breda e popularizado como "TB". O primeiro jogo foi entre o Olímpia e Palmeiras, e o resultado foi 4 a 1 para a equipe do Palmeiras. O narrador esportivo dessa partida foi Luiz Noriega.
Em 1989, com o acesso para o Paulista da Série A-2, a equipe foi obrigada pela FPF em aumentar a capacidade de 5 mil para 15 mil lugares.
Em 1991, com o acesso à Primeira Divisão do Futebol Paulista, foram derrubadas as arquibancadas nas laterais, e construída uma grande arquibancada metálica em cima das sociais e para a inauguração dessas arquibancadas, novamente a equipe do Palmeiras, só que desta vez um empate por 0 a 0.
Em 2000, com o acesso ao Paulista da Série A-2, e com novas normas da FPF, a capacidade do estádio aumentou de 15 mil para 20 mil lugares, e ainda foi construída arquibancadas metálicas onde eram as arquibancadas provisórias que foram desmanchadas em 1991.
Em 2007, com o acesso novamente para o Paulista da Série A-2, as arquibancadas foram pintadas com as iniciais do time em OFC. Atualmente o estádio tem a capacidade de 15.022 pessoas e as dimensões so campo de jogo, são de 105 x 68 m.